# Escândalo jornalístico
Escândalos jornalístico são incidentes ou atos de alto nível profissional, sejam intencionais ou acidentais, que são contrários à padrões éticos geralmente aceitos do jornalismo, ou violar o "ideal" da missão do jornalismo: relatar notícias sobre eventos e assuntos de forma rigorosa e justa.